# New Zealand Football Championship 2019/20
Die New Zealand Football Championship 2019/20 (aus Sponsorengründen ISPS Handa Premiership 2019/20) war die sechzehnte Spielzeit der höchsten neuseeländischen Spielklasse im Fußball der Männer.

## Modus
Zunächst spielen alle Mannschaften in einer aus zehn Mannschaften bestehenden Liga in Hin- und Rückrunde gegeneinander, sodass jedes Team 18 Spiele bestreitet. Die ersten vier Mannschaften nach der Vorrunde qualifizieren sich für die Meisterschafts-Play-offs, die aus zwei Halbfinalen und einem Finale bestehen.
Am 18. März 2020 wurde die Saison aufgrund der COVID-19-Pandemie nach der 16. Runde für beendet erklärt. Die ausstehenden zwei Runden und die Meister-Playoffs wurden abgesagt. Die Tabellenführer Auckland City FC wurden zum Meister der Saison erklärt und qualifizierten sich zusammen mit dem Tabellenzweiten Team Wellington für die OFC Champions League 2021.

## Vorrunde

### Abschlusstabelle
| Pl.             | Verein                  | Sp. | S  | U | N  | Tore    | Diff. | Punkte |
| --------------- | ----------------------- | --- | -- | - | -- | ------- | ----- | ------ |
| 1.              | Auckland City FC        | 16  | 11 | 4 | 1  | 042:150 | +27   | 37     |
| 2.              | Team Wellington         | 16  | 10 | 4 | 2  | 036:150 | +21   | 34     |
| 3.              | Waitakere United        | 16  | 8  | 3 | 5  | 035:320 | +3    | 27     |
| 4.              | Eastern Suburbs AFC (M) | 16  | 6  | 4 | 6  | 033:260 | +7    | 22     |
| 5.              | Hamilton Wanderers      | 16  | 6  | 2 | 8  | 024:390 | −15   | 20     |
| 6.              | Tasman United           | 16  | 6  | 2 | 8  | 027:260 | +1    | 20     |
| 7.              | Southern United         | 16  | 5  | 4 | 7  | 025:380 | −13   | 19     |
| 8.              | Wellington Phoenix II   | 16  | 4  | 6 | 6  | 030:320 | −2    | 18     |
| 9.              | Hawke’s Bay United      | 16  | 4  | 3 | 9  | 032:440 | −12   | 15     |
| 10.             | Canterbury United       | 16  | 2  | 4 | 10 | 019:360 | −17   | 10     |
| Stand: Endstand |                         |     |    |   |    |         |       |        |

| (M) | amtierender neuseeländischer Meister |

## Meisterplayoff
Die beiden Halbfinale und das Finale der Meisterplayoffs wurden aufgrund der Covid-19-Pandemie abgesagt.